# The Sims: Vacation
The Sims: Vacation je čtvrtý datadisk do simulátoru The Sims. Datadisk vyšel 25. března 2002 a hlavní novinkou bylo přidání prázdninového městečka.

## Vacation Island
Do hry bylo nově přidáno již druhé město, kde nelze nastavit pozemky jako obytné. Telefonem lze zavolat speciální džíp, který tam simíka odveze za 500 §. V tomto městě existuje výběr ze tří různých destinací:
- Pláže – místo, kde stojí luxusní hotely, obrovské pláže na opalování, hřiště na volejbal a spoustu dalších aktivit na pláž
- Les – ideální místo pro dobrodruhy, kde simíci mají možnost přespat ve stanu nebo v malém srubu, mohou si zahrát na kytaru u táboráku, zkusit si rybaření, pomocí detektoru kovů zkusit najít starý poklad apod.
- Hory – na horách má simík možnost přespat buď v hotelu, nebo v iglú, má možnost zkusit si zalyžovat nebo zkusit snowboarding

Celý Vacation Island má na všech pozemcích zajištěné veřejné toalety, zajištěnou hygienu a potravu. Simíci se oblečou automaticky podle toho, kam jedou. Jedou-li na hory, oblečou si zimní bundy, jedou-li na pláž, oblečou si plavky.

## NPC
- Marky Sharky – maskot (žralok), kterého můžete vidět pouze na plážích
- Archie Archer – maskot (lukostřelec), kterého můžete potkat pouze v lese
- Betty Yeti – maskot (yeti), kterého potkáte na horách
- Kana – prázdninový poradce, je na úplně každém pozemku na Vacation Island
- Turisté – jsou to simíci, většinou tří- až čtyřčlenné rodiny, kteří se jeli bavit na Vacation Island tak, jako vy, tito simíci navštěvují různé atrakce, mohou proti vám soutěžit a mohou si brát i děti